# 胡高望
胡高望（1730年—1798年），字希吕，号豫堂，浙江仁和县（今杭州市区）人，清朝政治人物、榜眼。

## 生平
胡高望于乾隆十八年（1753年）乡试中举人。乾隆二十六年（1761年）中一甲第二名进士（榜眼），授翰林院编修。乾隆二十八年（1763年）散馆一等。乾隆三十二年（1767年）升翰林院侍读，充日讲起居注官，迁左春坊左庶子。屡任会试同考官，乾隆三十八年（1773年）授翰林院侍读学士。乾隆四十年（1775年）授詹事府詹事、内阁学士兼礼部侍郎。乾隆四十五年（1780年）任工部侍郎，典会试。乾隆四十九年（1784年）充会试同考官。乾隆五十一年（1786年）以内阁学士出任顺天乡试副考官。乾隆五十三年（1788年）以兵部侍郎出任江南乡试主考官，同年又出任江南学政。乾隆五十四年（1789年）提督江苏学政。次年授兵部右侍郎。乾隆六十年（1795年）调吏部右侍郎。嘉庆元年（1796年）充经筵讲官，上书房行走。转任吏部左侍郎。嘉庆二年（1797年）授都察院左都御史。嘉庆三年（1798年）卒，年六十八。嘉庆五年（1800年）嘉庆帝御诏称其“久值上书房，又曾在南书房行走，均属勤慎。”赐祭葬，谥文恪。